# Dana Perino

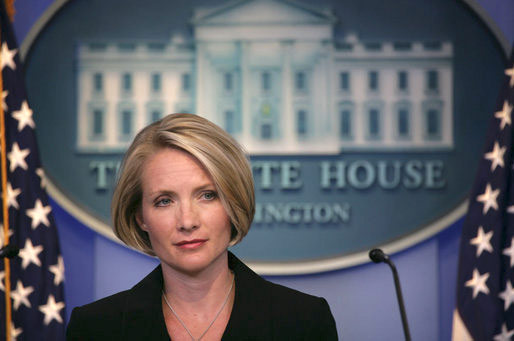
Dana Perino bei einer Pressekonferenz im Weißen Haus am 17. September 2007

Dana Marie Perino (* 9. Mai 1972 in Evanston, Wyoming) war vom 14. September 2007 bis zum 20. Januar 2009 die Pressesprecherin des Weißen Hauses unter der Regierung von Präsident George W. Bush. Sie ersetzte Tony Snow und war somit nach Dee Dee Myers die zweite Frau in dieser Funktion. Ihr Nachfolger wurde Robert Gibbs. Seit dem Ende von Bushs Präsidentschaft ist sie unter anderem als TV-Kommentatorin tätig.

## Leben
Perino wuchs in Denver auf und besuchte die Ponderosa High School in Parker, einem Vorort von Denver. Sie besuchte die University of Southern Colorado, wo sie 1994 mit einem Bachelor in Massenkommunikation und Nebenabschlüssen in Politikwissenschaft und Spanisch graduierte. Noch an der Universität war sie unter anderem für einen auf dem Campus der Universität ansässigen Fernsehsender tätig, der wöchentliche Analysen der Politik Colorados sendete. Anschließend war Perino zu einem Aufbaustudium an der University of Illinois in Springfield (UIS) eingeschrieben. Den Abschluss dieses Studiengangs erreichte Perino, als sie für einen Ableger von CBS über die Politik in Illinois berichtete.
Perino wechselte nach Washington, D.C., um für den republikanischen Kongressabgeordneten Scott McInnis aus Colorado als Assistentin zu arbeiten, bevor sie fast vier Jahre für Daniel Schaefer tätig war, der ebenfalls als Republikaner für Colorado im Repräsentantenhaus saß.
1997 lernte sie bei einem Flug ihren künftigen Ehemann Peter McMahon kennen, einen 1954 in Blackpool geborenen Geschäftsmann, den sie elf Monate später heiratete. Nachdem Schaefer 1998 seinen Rückzug ankündigte, zogen Perino und McMahon ins Vereinigte Königreich. Nach einem Jahr zogen beide nach San Diego, wo sie drei Jahre lebten und Perino im Bereich Öffentlichkeitsarbeit für ein High-Tech-Unternehmen tätig war.
Im November 2001 kehrte Perino nach Washington zurück, wo sie eine Pressesprecherin des Justizministeriums wurde, eine Funktion, die sie zwei Jahre innehatte. Ihr wurde dann eine Stelle als beigeordnete Direktorin des Council on Environmental Quality (CEQ) des Weißen Hauses für öffentliche Beziehungen angetragen.

### Pressesprecherin des Weißen Hauses

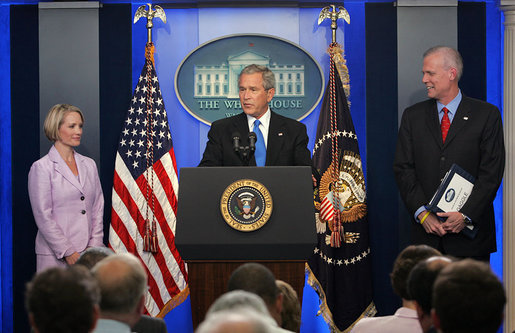
Dana Perino, George W. Bush und Tony Snow

Am 31. März 2006 ernannte Präsident George W. Bush Perino zu seiner stellvertretenden Assistentin und zur stellvertretenden Pressesprecherin des Weißen Hauses, in deren Aufgabenbereich Umweltfragen fielen. Vom 27. März bis zum 30. April war sie amtierende Pressesprecherin des Weißen Hauses, da Amtsinhaber Tony Snow sich einer medizinischen Behandlung unterzog.
Präsident Bush gab am 31. August 2007 bekannt, dass Snow aus gesundheitlichen Gründen von seinem Posten zurücktrete und von Perino ersetzt werde. Perino hatte den Posten vom 14. September 2007 bis zum Ende der Regierungszeit von Präsident Bush inne.
Internationales Aufsehen erregte Dana Perino bei einer Pressekonferenz, bei der sie als amtierende Pressesprecherin des Weißen Hauses öffentlich erklärte, die USA führten keinen Krieg im Irak, sondern seien „eingeladen“ worden: „Die USA besetzen nicht den Irak [...] wir sind dort auf Einladung einer demokratisch gewählten Regierung.“

### Nach Bushs Präsidentschaft
Mit dem Wechsel der Präsidentschaft auf den Demokraten Barack Obama schied sie aus ihrer Stellung aus und ist seitdem hauptsächlich als TV-Kommentatorin für den konservativen Nachrichten- und Meinungssender Fox News tätig, unter anderem als festes Mitglied des Teams der Diskussionssendung The Five.